# ジャパンエナジー
株式会社ジャパンエナジー（英: Japan Energy Corporation）は、かつて存在した石油類の精製・販売を行う日本の企業。
2010年3月31日までは、新日鉱ホールディングスの中核企業であったが、同年4月1日付けで、新日鉱ホールディングスが新日本石油と経営統合したJXホールディングス（現・ENEOSホールディングス）傘下となった。さらに同年7月1日付けで同社は、JXホールディングス傘下の新日本石油・新日本石油精製の両社と統合し、JX日鉱日石エネルギー（現・ENEOS）となった。
ガソリンスタンドのブランド名として「JOMO」（ジョモ、Joy of Motoringの略）を展開していた。
JX日鉱日石エネルギーの発足により、旧新日本石油のENEOSブランドへ統合され、日本国内でのJOMOブランドは消滅した。ただし日本国外においては、中国のENEOS関連企業である山西日本能源潤滑油有限公司の潤滑油ブランドとして存続している。

## 概要
創業は1905年12月。日鉱金属（現・JX金属）とともに、日立製作所、日産自動車をはじめとする日産コンツェルンの源流となった企業である。ジャパンエナジーという商号での営業は1993年からであり、このときから「JOMO」というブランドを使用している。経営統合前の法人は、持株会社下の子会社間の業務整理に伴って、2003年4月1日に旧ジャパンエナジーを分割する形で新設された会社である。
主な事業は、石油資源開発・石油精製・石油販売・LPガス・潤滑油・石油化学の6部門。主要製品には、サービスステーションを通じて販売される自動車用燃料油（ガソリン、ハイオクガソリン：ブランド名「GP-1プラス」、バイオガソリン、軽油）やエンジンオイル、灯油などのほか、重油（A重油およびC重油）、ナフサ、ジェット燃料、アスファルト、工業用潤滑油、グリースなどの石油製品がある。LPガス事業では、輸入あるいは精製過程で発生したLPガスを販売している。石油化学製品は、ベンゼンなどの芳香族化合物やパラフィン、プロピレン、工業用溶剤などを販売している。なお、石油資源の開発はグループのジャパンエナジー石油開発が行っていた。
主要特約店として、ジャパンエナジーの完全子会社のJOMOネット、最大手の伊藤忠エネクス、他に大型サービスステーションを全国展開する宇佐美グループ等が挙げられる。2006年6月20日には新日本石油（ENEOS）と蒸溜・精製・物流・燃料電池・技術開発の5分野における業務提携を結んだ。

## 事業所

### 本社・支店
- 本社
  - 東京都港区虎ノ門2-10-1
- 支店
  - 北海道支店 - 札幌市中央区
  - 東北支店 - 仙台市宮城野区
  - 北関東支店 - 東京都台東区
  - 東京支店 - 東京都千代田区
  - 南関東支店 - 横浜市西区
  - 中部支店 - 名古屋市中村区
  - 近畿支店 - 大阪府豊中市
  - 中四国支店 - 広島市中区
  - 九州支店 - 福岡市博多区

### 製油所
- ジャパンエナジー水島製油所 - 岡山県倉敷市
  - 原油処理能力：205,200バレル/日
  - 生産品：石油系燃料油・LPガス・潤滑油・石油化学製品など
- ジャパンエナジー知多製油所 - 愛知県知多市
  - 原油処理能力：0/日（2001年停止、停止前は 100,000バレル/日）
  - 生産品：LPガス・石油化学製品など
- 鹿島石油鹿島製油所 - 茨城県神栖市
  - 原油処理能力：270,000バレル/日
  - 生産品：石油系燃料油・LPガス・石油化学製品など
- 富士石油袖ケ浦製油所 - 千葉県袖ケ浦市
  - 原油処理能力：192,000バレル/日（2005年2月で資本提携解消、年間約150万キロリットルの石油製品引き取りを行う）

### その他工場
- 船川事業所 - 秋田県男鹿市、旧・船川製油所
  - 生産品：潤滑油など
- 袖ケ浦潤滑油工場 - 千葉県袖ケ浦市
  - 生産品：潤滑油
- 研究開発センター - 埼玉県戸田市

### 油槽所
燃料油用
- 稚内油槽所 - 北海道稚内市
- 留萌油槽所 - 北海道留萌市
- 釧路西港油槽所 - 北海道釧路市
- 八戸油槽所 - 青森県八戸市
- 酒田油槽所 - 山形県酒田市
- 新潟東港油槽所 - 新潟市北区
- 小名浜油槽所 - 福島県いわき市
- 船橋油槽所 - 千葉県船橋市
- 朝霞油槽所 - 埼玉県朝霞市
- 京浜油槽所 - 横浜市鶴見区
- 田子の浦油槽所 - 静岡県富士市
- 大井川油槽所 - 静岡県焼津市
- 金沢油槽所 - 金沢市
- 尼崎油槽所 - 兵庫県尼崎市
- 広島油槽所 - 広島市南区

LPガス用
- 一次基地
  - 川崎LPガス基地 - 神奈川県川崎市川崎区
  - 鹿島LPガス基地 -茨城県神栖市（鹿島製油所併設）
  - 水島LPガス基地 - 岡山県倉敷市（水島製油所併設）
- 二次基地
  - 塩釜LPガス基地 - 宮城県塩竈市
  - 大井川LPガス基地 - 静岡県焼津市
  - 広島LPガス基地 - 広島市南区
  - 鹿児島LPガス基地 - 鹿児島市

潤滑油用
- 八戸油槽所 - 青森県八戸市（燃料油用と共用）
- 仙台潤滑油基地 - 仙台市太白区
- 朝霞油槽所 - 埼玉県朝霞市（燃料油用と共用）
- 京浜油槽所 - 横浜市鶴見区（燃料油用と共用）
- 粟津油槽所 - 石川県小松市
- 尼崎油槽所 - 兵庫県尼崎市（燃料油用と共用）
- 広島油槽所 - 広島市南区（燃料油用と共用）

## 沿革

### 日本鉱業
ジャパンエナジーの前身である日本鉱業の歴史は、1905年に久原房之助が日立銅山（買収以前は赤沢銅山）を買収したことに始まる。その後、日立（茨城県）や佐賀関（大分県、現在は同県大分市の一部）に製錬所を設け、金属製錬事業を拡大していった。ところが久原鉱業は第一次世界大戦後の不況で経営危機に陥り、久原自身の健康も害したため、経営再建を鮎川義介に託した。鮎川は久原鉱業の持株会社化を図り1928年に日本産業株式会社に商号を変更、翌年にはその鉱業部門を独立させ日本鉱業株式会社が発足した。日本鉱業は、東京都芝区田村町1丁目2に本社を置いていた。
1933年、雄物川油田で大噴油が起こり、ジャパンエナジーへと続く石油事業が開始された。この大噴油は、1914年からの石油探鉱が実を結んだ結果であった。1939年には早川石油（後の昭和石油。のち昭和シェル石油を経て現・出光興産）から船川製油所を買収し、石油精製事業に進出した。
太平洋戦争後も事業を拡大し1950年には金属加工事業を始め、石炭から石油へのエネルギー革命の波に乗り1961年には大規模製油所である水島製油所（岡山県倉敷市）を建設。1985年にはエレクトロニクス部門にも進出、電子材料事業を本格的に開始した。

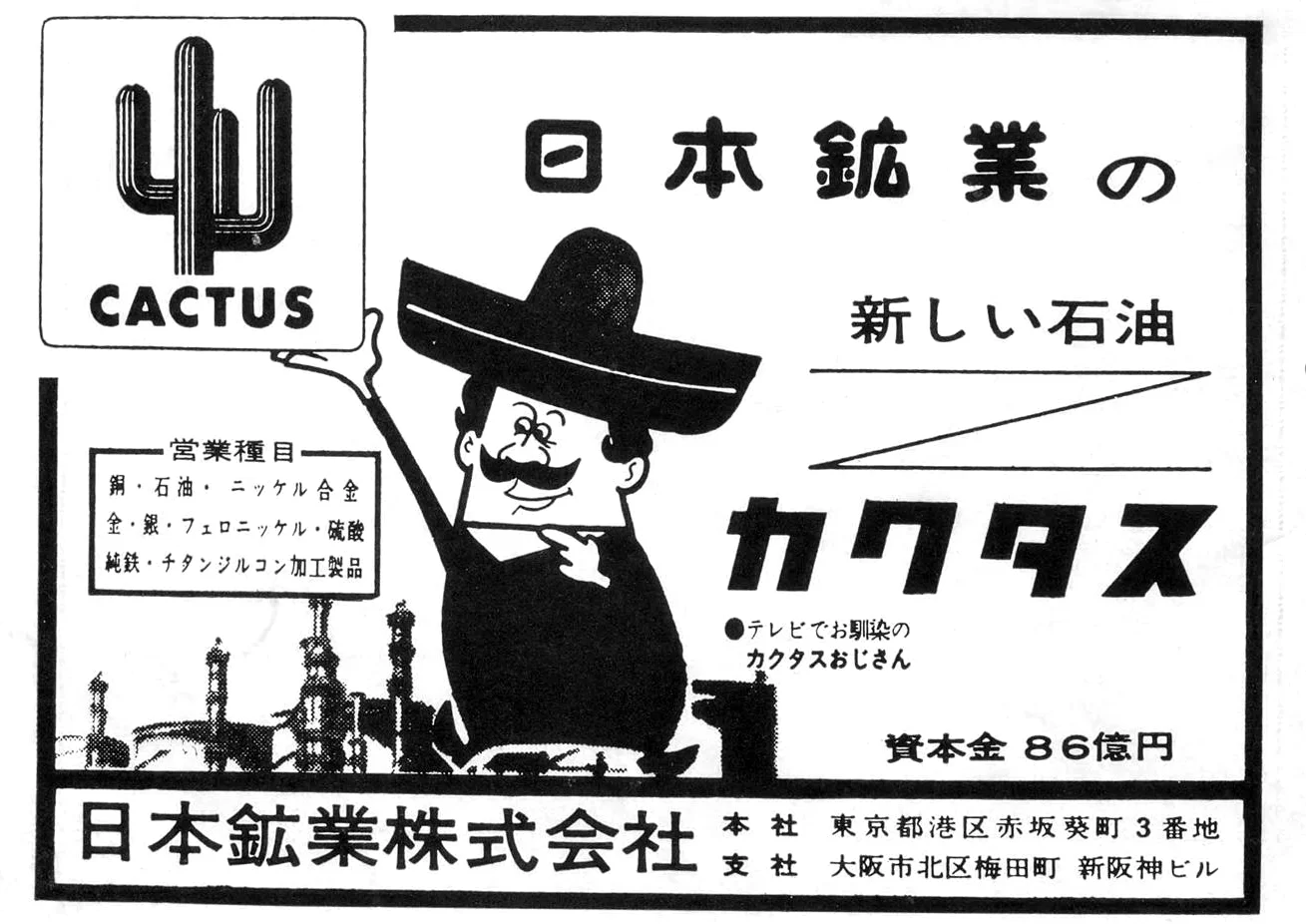
日本鉱業カクタス

なおガソリンのブランド名は「カクタス（サボテンの英名）」を使用していた。現在でも関連会社「カクタス航空」などにその面影を残している。東京証券取引所などでは、略称を日本航空のニッコウと区別するためにヤマニッコウと呼んでいた。
- 1905年12月26日 - 久原房之助が赤沢銅山を買収、日立鉱山に改称させ、久原鉱業所を開設。鉱山の開発に着手。
- 1908年11月 - 製錬所（日立製錬所、現・JX金属日立事業所）操業開始。
- 1912年9月18日 - 久原鉱業株式会社に改組。
- 1916年9月 - 佐賀関製錬所（現・パンパシフィック・カッパー佐賀関製錬所）操業開始。
- 1928年
  - 3月 - 久原商事の経営破綻により危機に陥り、鮎川義介が2代目社長に就任。
  - 12月 - 日本産業株式会社に商号変更。
- 1929年4月24日 - 日本産業の鉱業部門が分離独立、日本鉱業株式会社を設立。
- 1932年 - 尾小屋鉱山を横山鉱業部より買収する。
- 1933年9月 - 原油生産開始。
- 1939年3月 - 石油精製事業に進出、船川製油所（現・ENEOS船川事業所）買収。
- 1941年10月 - 満洲証券取引所上場廃止。
- 1943年4月 - 日産化学工業株式会社を合併。
- 1945年4月 - 化学部門を日産化学工業として再分離。
- 1950年 - 金属加工事業開始、川崎工場（後の日鉱金属倉見工場川崎分工場）を新設。
- 1961年6月 - 水島製油所（現・ENEOS水島製油所）操業開始。
- 1964年10月 - 倉見工場（現・JX金属倉見工場）操業開始。
- 1965年
  - 2月 - 三日市製錬株式会社を合併、敦賀製錬所・三日市製錬所を継承。
  - 8月10日 - 東亜石油・アジア石油と共同で、共同石油株式会社を設立。
- 1966年6月1日 - 石油販売部門を共同石油へ譲渡。
- 1969年4月 - 袖ヶ浦潤滑油工場操業開始。
- 1979年12月25日 - 東亜共石株式会社の経営権を譲受け、同社を知多石油株式会社に改称。
- 1981年4月 - 銅箔事業を手がける子会社日鉱グールド・フォイル（GNF）株式会社を設立。
- 1983年7月1日 - 知多石油を合併、知多製油所を移管。
- 1985年
  - 4月 - 亜鉛・鉛精錬事業（敦賀製錬所・三日市製錬所）を日鉱亜鉛株式会社として分社化。
  - 5月 - 磯原工場（現・JX金属磯原工場）操業開始、電子材料事業に本格進出。
- 1992年
  - 5月 - 日鉱金属株式会社を設立。
  - 11月 - 金属製錬・金属事業・金属加工部門（佐賀関製錬所・日立工場・倉見工場・川崎工場）を日鉱金属に譲渡。

### 共同石油

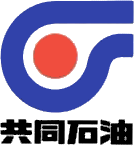
共同石油のロゴ

1960年代、通産省は石油産業において外資系企業に対抗しうる民族系石油企業を育成することを意図した。1965年、国策に沿う形で日本鉱業を筆頭に東亜石油、アジア石油の民族系石油企業3社の販売部門統合のため共同石油株式会社（英: Kyodo Oil Co., Ltd.、略称「共石（英: Kyoseki）」）が発足、1966年に営業を開始した。同年には富士石油、翌1967年には鹿島石油が参加している。
企業スローガンは「心のかようおつきあい」であった。このスローガンは、長きに渡りテレビ・ラジオCMで使われ、「♪心のかようおつきあい 共同石油～」と歌われるオリジナルCMソングも放映されていた（詳細は提供番組の「CMソング」を参照）。また田中一光デザインによる、中央に位置する永遠に燃え続けるエネルギーを表現する「赤い円」ガソリンの「G」をデザイン化し、カーブの流動感、円を囲んで引き締める緊張感、外へ向かう2本の線がスピード・誠実・発展を意味させる「青い線」で円を囲むいわゆる「共石マーク」も誕生した。
しかし、1970年代のオイルショックにより共同石油および共石グループの各社は経営が悪化し、1979年に東亜石油、1981年にアジア石油がグループを離脱、共石グループは実質的に解体された。
- 1965年8月10日 - 共同石油発足。
- 1966年
  - 6月1日 - 日本鉱業・東亜石油・アジア石油の石油販売部門を集約、営業開始。
  - 8月 - 富士石油が共石グループに参加。
- 1967年10月30日 - 鹿島石油を設立。
- 1968年3月 - 川崎LPガス基地新設。
- 1970年
  - 4月 - 鹿島石油鹿島製油所操業開始。
  - 5月 - アジア石油と共同でアジア共石株式会社を設立。
- 1972年10月 - アジア共石坂出製油所（現・コスモ石油坂出製油所）操業開始。
- 1973年
  - 6月8日 - 東亜石油と共同で東亜共石株式会社を設立。
  - 10月1日 - 東亜共石名古屋製油所（現・ENEOS知多製造所）操業開始。
- 1979年12月18日 - 東亜石油が共石グループ離脱（昭和石油グループに移行）。東亜共石の経営権は日本鉱業に譲渡。
- 1981年9月30日 - アジア石油が共石グループ離脱（大協石油グループに移行）。アジア共石の経営権は大協石油に譲渡。
- 1987年 - 株式会社ジャパレンに資本参加。
- 1989年
  - 4月 - アイエスジャパン株式会社を設立。
  - 12月 - 東亜石油への原油精製委託を終了。
- 1990年4月 - 株式会社エーエム・ピーエム・ジャパン（現・ファミリーマート）を設立。

### 日鉱・共石合併後
1992年、金属事業を日鉱金属として分離し、石油精製事業のみとなった日本鉱業と、石油販売事業を行う共同石油が合併し、株式会社日鉱共石が発足。翌1993年には社名を変更し、石油精製・石油販売・電子材料事業を行い日鉱金属を傘下に持つ株式会社ジャパンエナジーが発足した。ブランドネーム「JOMO」の使用もこの時からである。
2002年から翌2003年にかけて、グループの事業再編が行われた。初めに共同持株会社として新日鉱ホールディングスが発足、同社の傘下に日鉱金属とジャパンエナジーが置かれ、ジャパンエナジーの傘下に日鉱マテリアルズが置かれた。
次に、初代のジャパンエナジーがジャパンエナジー電子材料に社名を変更、石油事業を2代目の株式会社ジャパンエナジーとして分割した。これにより、新日鉱ホールディングス傘下のジャパンエナジー電子材料の下に、ジャパンエナジーと日鉱マテリアルズが並ぶ形となった。その後、ジャパンエナジー電子材料は新日鉱ホールディングスに合併し、傘下の2社は新日鉱ホールディングスの子会社となった。なお、2006年に日鉱金属単独の事業再編が行われ、新日鉱ホールディングスの下にジャパンエナジーと日鉱金属が並ぶ現在の体制になった。
- 1992年12月 - 日本鉱業が共同石油を合併、株式会社日鉱共石に商号変更。
- 1993年12月 - 株式会社ジャパンエナジーに商号変更。ブランドネームを共石からJOMOに変更（店頭では翌1994年から使用を開始した）。
- 1997年6月 - 船川製油所での原油処理を停止。
- 1999年
  - 7月1日 - 電子材料製造部門（磯原工場）を株式会社日鉱マテリアルズ（旧・GNF）に譲渡。
  - 12月 - 鹿島石油を子会社化。
- 2001年6月 - 知多製油所での原油処理を停止。
- 2002年9月27日 - 日鉱金属と共同持株会社の新日鉱ホールディングス株式会社を設立。同社の上場に伴い上場廃止。
- 2003年
  - 4月1日 - ジャパンエナジーはジャパンエナジー電子材料株式会社に商号変更。同時に石油部門を分離し、新・株式会社ジャパンエナジーを設立。ジャパレンの株式をオリックスに譲渡。
  - 10月1日 - ジャパンエナジー電子材料が電子材料販売部門を日鉱マテリアルズに譲渡した上で、新日鉱ホールディングスに合流。
- 2004年8月10日 - エーエム・ピーエムジャパン株式の一部をレインズインターナショナルへ売却し、同社は子会社から関連会社になる。
- 2006年6月26日 - 株主総会で定款を変更。同年6月28日より、非公開会社化、取締役会・監査役会・執行役員会を廃止。
- 2010年
  - 4月1日 - 親会社の新日鉱ホールディングスが新日本石油と株式移転を行い、共同持株会社JXホールディングス（現・ENEOSホールディングス）を設立。
  - 7月1日、JXホールディングス傘下の新日本石油ならびに新日本石油精製と合併、JX日鉱日石エネルギー株式会社（現・ENEOS）が発足。それに伴い新日鉱（ジャパンエナジー）側のブランドJOMOは消滅し、新日石側のENEOSに一本化される。

## 特徴のあるガソリンスタンド
- 宇佐美25号名阪関インターステーション（三重県亀山市） - 西日本宇佐美（宇佐美鉱油の100%子会社）が運営。名阪国道関ICの北（上り線出口側）に隣接。ドライバーのためにシャワー室を完備している。
- 名阪一之宮インターステーション（三重県伊賀市） - エネクスフリートが運営。名阪国道伊賀一之宮ICの北（上り線入口側）に隣接。ドライバーのために浴室（女性専用もあり）を完備している。

## 旧ジャパンエナジーグループ
石油資源開発・調達・貯蔵
- ジャパンエナジー石油開発
- 日鉱珠江口石油開発
- サザンハイランド石油開発
- アブダビ石油
- 合同石油開発
- 福井合同備蓄
- 秋田合同備蓄
- 共同ターミナル
- 沖縄ターミナル

石油精製・石油化学
- 鹿島石油
- 鹿島アロマティックス
- ジェイ・エス・イニシアティブ
- ペトロコークス
- 東亜炭酸

販売
- JOMOネット
- JOMOネット山陰
- アジア商事
- 日産石油販売
- リヨーユウ石油
- 井上商工
- ジェイ・クエスト
- JOMOリテールサービス
- JOMOサンエナジー
- 日鉱液化ガス
- キョウプロ
- JOMOプロ関東
- ガスネット

陸海運・荷役
- 日正汽船
- 日本タンカー
- 中部石油輸送
- 近畿液体輸送
- ジェイ・エル・エス

流通サービス
- JOMOサポートシステム
- エーエム・ピーエム・ジャパン

研究・調査サービス
- 山陽機器検定
- ジャパンエナジー分析センター
- JOMOテクニカルリサーチセンター

建設・エンジニアリング
- JOMOエンタープライズ
- JOMOガーディアン

代行サービス等
- JOMO情報教育センター
- JOMOネットアウトソーシング
- カクタス産業
- JOMO水島テクノ
- 船川興産
- 男鹿テクノ

医療・バイオテクノロジー
- アイエスジャパン
- アーバインサイエンティフィックセールス

過去のグループ企業
- ジャパレン

## CM

### CMソング
- JOMOの歌（作詞：門田陽、作曲：藤田曜子、歌手：原田郁子）

一般向けにCD化はされていないが、かつては期間限定で着うたとしてダウンロードできた。
- 共同石油時代にはオリジナルのCMソング、「心のかようおつきあい」（作詞：伊藤アキラ、作曲：瀬尾一三）を伊東ゆかりや財津和夫、桜田淳子、荻野目洋子などが歌っていた。

### CMキャラクター
共同石油時代
- ベン・ジョンソン
- 陣内孝則
- 柳葉敏郎
- 間寛平
- 荻野目洋子
- 槇大輔[注釈 4]

ジャパンエナジー時代
- 中村雅俊
- 一色紗英
- 米倉涼子
- 矢田亜希子
- 竹内結子（JX統合後も「ENEOS×JOMO」（期間限定）でイチローと共演していた。イチローはJOMOの屋根に座り、竹内はENEOSの屋根に座った2本立てのCM）

### 提供番組
- テレビ
  - 金曜ロードショー
  - 木曜ドラマ
  - サンデーモーニング
  - まるまるちびまる子ちゃん（終了）
  - あすの世界と日本（日本鉱業時代）
  - ビッグスポーツ（同上）
  - がっちりマンデー!!（ENEOS名義で継続）
  - 週刊AKB（同上 ※ノンスポンサー）
  - 加トちゃんケンちゃんごきげんテレビ（共同石油時代）
  - 素敵にドキュメント（同上）
  - NNNニュースジパング（同上）
  - 高校生クイズ（第12回、同上）
  - 　面白スタジアム(同上)
- 単独提供ラジオ番組
  - JOMOイブニングトーク 中村雅俊マイ・ホームページ
  - JOMO童話の花束
  - JOMOステーション大作戦 清水ミチコのミッチャン・インポッシブル
  - JOMOプレゼンツ 渡辺真理のコトバ遺産
  - JOMO あの人の物語
  - JOMO 松任谷由実のサウンドアドベンチャー（終了）
  - 共石イブニングミュージック→JOMOイブニングミュージック（若山弦蔵の東京ダイヤル954に内包）
  - 共石イブニングライブラリー 〜ライバル達の物語〜（同上）

## スポーツ関連事業
- Jリーグオフィシャルスポンサー
- JOMOサンフラワーズ（Wリーグ）

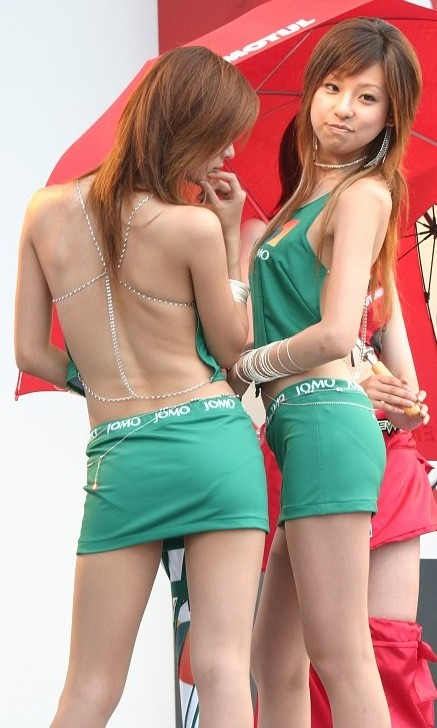
JOMO レースクイーン

  - 2010年度のJXホールディングスの発足に伴い、同チームは「JXサンフラワーズ」へ改称された。
- ヨシムラジャパン（全日本ロードレース選手権、鈴鹿8時間耐久ロードレース）
  - 共同石油時代の1988年から、一貫してスポンサードを続けている。2010年のJXホールディングス発足に伴い、スポンサーロゴは「JOMO」から「ENEOS」へと変更された。
- かつては男子バスケットボールチーム（愛称・グリフィンズ）も保有していた（男子は旧日本鉱業、女子は旧共同石油）。
- かつてはプロ野球・パシフィック・リーグ西武ライオンズのスポンサーをしており、ヘルメットに「JOMO」のロゴが入っていた時期があった（2001〜2003年）。
- 日本鉱業時代には、1970年代まで、日立市と佐賀関町の事業所にそれぞれ硬式野球部があり、都市対抗野球大会の本戦にしばしば出場した。
  - 日立からは鈴木康二朗らがプロ入りして活躍。また立教大学野球部を率いた砂押邦信が一時期監督を務めた他、プロ入りした高畠導宏は現役引退後に指導者としての名声を博した。『日本鉱業日立硬式野球部』もしくは、日立鉱山と文化、スポーツの項目も参照。
  - 佐賀関からは藤沢公也（中日ドラゴンズ）らがプロ入りして活躍した。『日本鉱業佐賀関硬式野球部』も参照。